# خورخه مره

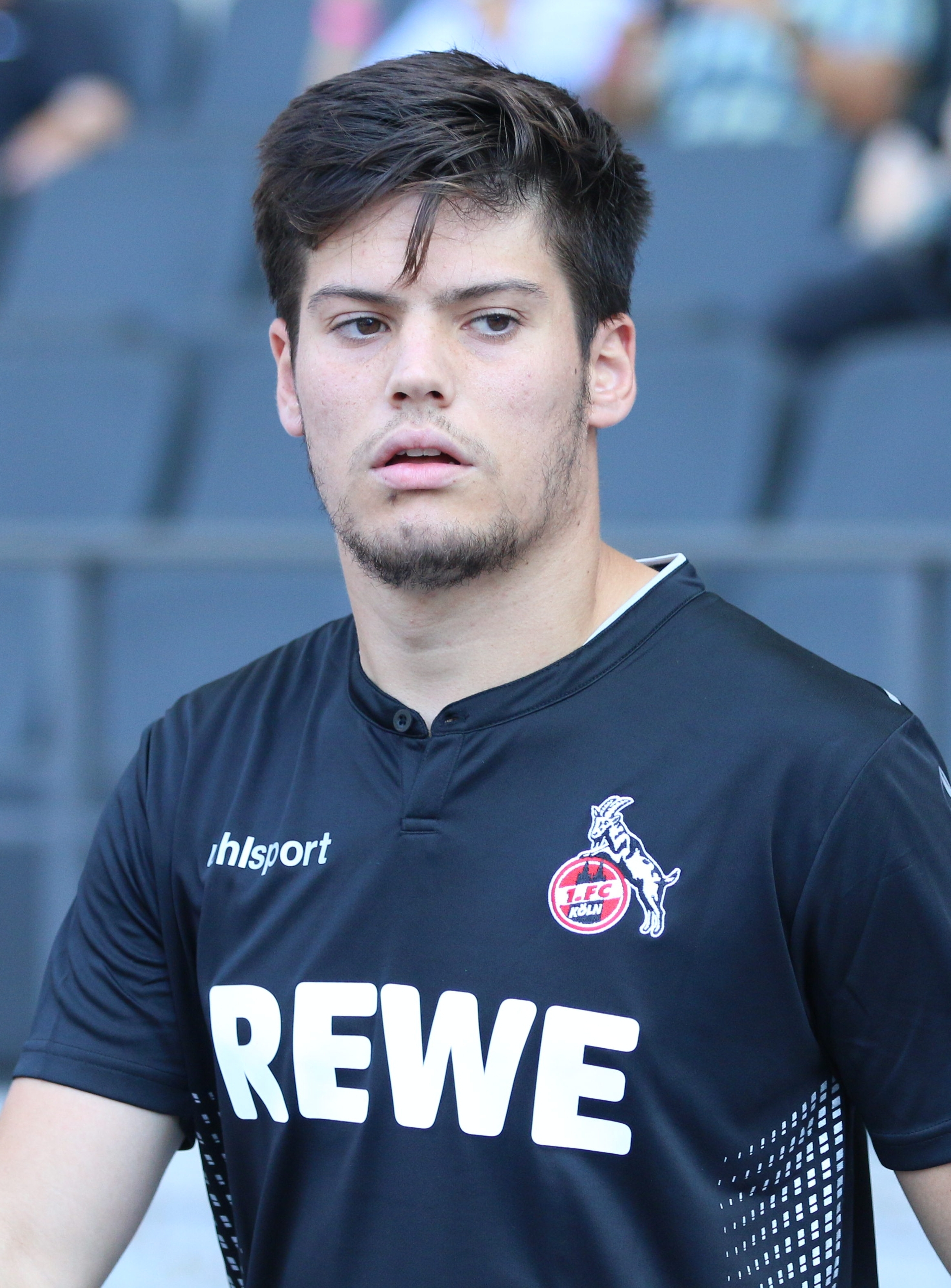
خورخه مره - ۲۰۱۸

خورخه مره (انگلیسی: Jorge Meré؛ زادهٔ ۱۷ آوریل ۱۹۹۷) بازیکن فوتبال اهل اسپانیا است.
از باشگاه‌هایی که او در آن بازی کرده‌است می‌توان به اسپورتینگ گیخون اشاره کرد.